# Orehek, Kranj
Orehek je mestna četrt mesta Kranj, ki leži med četrtjo Labore in Drulovka. Spada v krajevno skupnost Orehek-Drulovka. Na Orehku deluje Osnovna šola Orehek.